# Jean-Jacques Karman
Pour les articles homonymes, voir Karman.
Jean-Jacques Karman, né le 16 août 1946 à Aubervilliers (Seine), est une personnalité politique française.
Membre du Parti communiste français depuis 1963, dont il a été exclu deux fois pour opposition politique, il est membre du Conseil national du parti et anime la tendance interne Gauche communiste.

## Biographie
Résistant communiste déporté au camp de concentration de Dachau, dirigeant national du PCF, son père André Karman est lui aussi une personnalité politique d'Aubervilliers, élu maire et conseiller général pendant 27 ans de 1957 à 1984. Jean-Jacques porte le nom de résistant de son père, ouvrier chaudronnier de formation, il a deux fils et trois petits-fils.
Conseiller général de Seine-Saint-Denis depuis 1984 (proposé par le PCF à la mort de son père), vice-président du conseil général, réélu en 2001 alors que le PCF présente un candidat contre lui. Il réalise 31 % au premier tour en présence de 8 candidats de gauche et est élu au deuxième tour en tant qu'élu de la Gauche communiste. Cette même année, il présente (pour la deuxième fois, après 1995) une liste contre la Gauche plurielle du maire sortant Jack Ralite, PCF lui aussi, dont il est adjoint au maire depuis 1989. Avec ses camarades de « Faire mieux à gauche », il réalise 26,5 %. Après le changement de maire en 2003, le nouvel édile lui ouvre la porte du bureau municipal, avec une de ses camarades.
Candidat aux législatives en 2002 pour la succession de Muguette Jacquaint dont il est le suppléant depuis plusieurs mandats et qui ne doit pas se représenter, il se retrouve en concurrence avec l'autre candidat communiste Gilles Poux pro Gauche plurielle et le socialiste Daniel Goldberg. Il se maintient contre la sortante finalement revenue et devenue candidate unique de la Gauche. Il réalise 16% à Aubervilliers seul, avec le soutien d'Henri Martin, Henri Alleg, contre 26% pour la candidate unique de la Gauche (sur Aubervilliers). Il se désiste pour elle au 2e tour, et elle sera élue.
À l'automne 2006, il annonce son intention de briguer l'investiture du PCF pour l'élection présidentielle de 2007, pour faire avancer un autre programme communiste et révolutionnaire. Il réalisera un score proche de 1 %.
Après avoir parrainé Olivier Besancenot en 2002, Jean-Jacques Karman donne son parrainage pour la présidentielle 2007 à Gérard Schivardi et pour celle de 2012 à Lutte ouvrière au nom de la défense de la démocratie.
En août 2007, il est signataire d'une pétition exigeant « la remise en liberté immédiate de Marina Petrella et l’arrêt complet de toutes les procédures d’extradition à son encontre » ainsi que « l’arrêt des procédures contre Cesare Battisti et sa remise en liberté ».
Troisième de la liste PC (paritaire comme la loi le demande) menée par Pascal Beaudet aux municipales d'Aubervilliers, devancée par le PS Jacques Salvator, il devient conseiller municipal d'opposition mais est réélu conseiller général, le même jour. Dans la dynamique de l'union politique passée entre la section PCF d'Aubervilliers et lui pour ces dernières élections, le groupe Gauche Communiste qu'il dirige intègre l'exécutif de la section PCF. Il s'oppose à tous les budgets proposés par la majorité socialiste après son accession à la présidence du Conseil général de 2008 à 2014. En 2015, il ne se représente pas et soutient Pascal Beaudet. Depuis 2012, (3e sur la liste) il est de nouveau maire-adjoint, membre de la direction nationale du PCF, et porte parole de la Gauche communiste.
À l'automne 2008, sa gestion passée aux côtés d'Hervé Bramy à la tête du Conseil général est contestée à la suite de la découverte massive d'emprunts « toxiques » à taux variables (97 % de la dette, dont un tiers de type swap ou snowball) qui déséquilibrent gravement les budgets suivants du Conseil général, mais il affirme que « si c'était à refaire, nous procéderions de la même manière ». En réalité, cette dernière information sur la gestion du Conseil général est fausse puisqu'il n'a jamais été vice-président aux finances[réf. nécessaire].

## Synthèse des mandats
- Conseiller général de la Seine-Saint-Denis, élu du canton d'Aubervilliers-Ouest (1984-2015)
- Président du groupe communiste au conseil général
- Vice-Président du conseil général de la Seine-Saint-Denis
- Conseiller municipal d'Aubervilliers (depuis 1984)
- Adjoint au Maire d'Aubervilliers (1989-2008 et 2012-2020)
- Suppléant de la députée Muguette Jacquaint

## Ouvrage
- Rosa, le retour !, Saint-Jean-des-Mauvrets, Éditions Du Petit Pavé, 2019, 140 p. (ISBN 978-2-84712-593-1)

## Sources
1. ↑  Le Parisien, édition de Seine-Saint-Denis, 6 mars 2007
2. ↑  Résultats des élections cantonales
3. 1 2  Nathalie Revenu, « Karman (PCF) se retire des départementales à Aubervilliers pour raisons de santé », Le Parisien, 12 février 2015 (consulté le 14 février 2015)
4. ↑  « Je n'ai pas joué avec l'argent du contribuable », Le Parisien, édition de Seine-Saint-Denis, page I, 28 novembre 2008.